# بابا سيلا
بابا سيلا (بالفرنسية: Baba Sylla)‏ هو لاعب كرة قدم مالي، ولد في 16 يونيو 1988 في باماكو في مالي.